# Tear in My Heart
«Tear in My Heart» es una canción escrita y grabada por el dúo musical estadounidense Twenty One Pilots, de su cuarto álbum de estudio, B̶l̶u̶r̶r̶y̶f̶a̶c̶e̶. «Tear in My Heart» fue subido a YouTube el 6 de abril de 2015, siendo lanzado como segundo sencillo en el mismo día. El vídeo fue dirigido por Marc Klasfeld, además de los dos miembros de la banda Tyler Joseph y Josh Dun.

## Video musical
El 6 de abril de 2015, se subió un video musical de "Tear in My Heart" a YouTube y fue dirigido por Marc Klasfeld. Además de ambos miembros de la banda, también aparece Jenna quien es la esposa del cantante principal Tyler Joseph, con quien se casó el mes anterior, en el video musical.
El video musical de "Tear in My Heart" muestra a Joseph y Josh Dun actuando en Chinatown, Los Ángeles, con Joseph cantando en la plaza del pueblo. La gente no los nota mientras Joseph canta el primer verso de la canción. A medida que más personas comienzan a notarlos, sus ojos se distorsionan. Los edificios que rodean a Joseph y Dun comienzan a desmoronarse, cuando Joseph nota a su esposa en el grupo de personas; Luego procede a seguirla por un callejón hasta un restaurante. Jenna canta la letra "sometimes you've got to bleed and know / that you're alive and have a soul". Joseph luego canta la siguiente línea, "but it takes someone to come around / to show you how". Jenna comienza a ahogar, patear y pegar a Joseph, hasta que esta le deja sangrando. Jenna luego sostiene su barbilla y se besan.

## Actuaciones en vivo

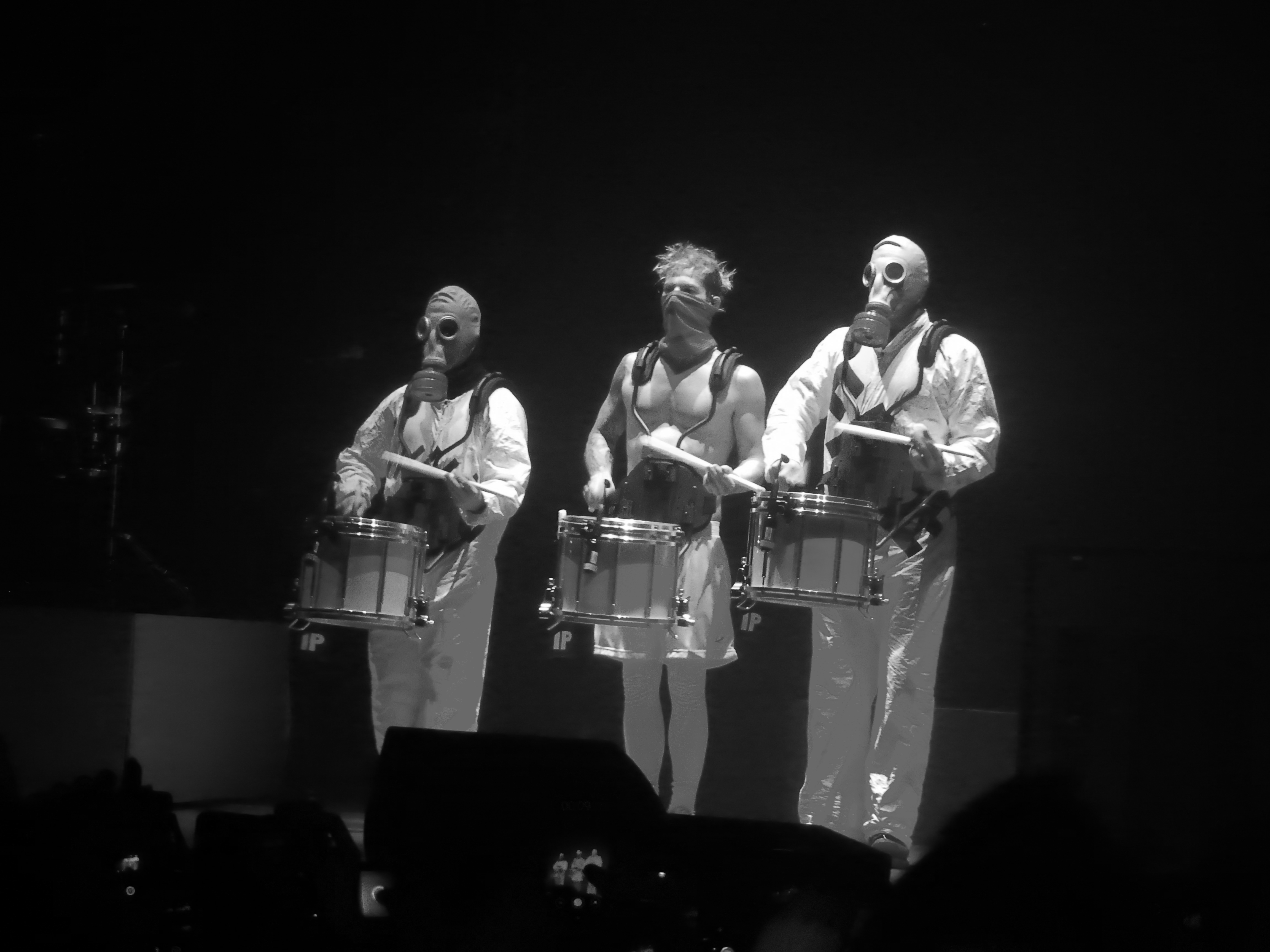
Una imagen de cómo Twenty One Pilots realizó el remix "Tear in My Heart" cuando estaba en vivo.

Twenty One Pilots realizó un remix de Tear in My Heart de DJ SoySauce en su concierto Emotivo Roadshow en Cincinnati, Ohio, en forma de una línea de batería que consistía en  Dun y otros dos hombres  en trajes de materiales peligrosos a su lado. Esto se continuó haciendo durante todo el recorrido.

## Lista de canciones
| Digital download |                    |          |  |
| N.º              | Título             | Duración |  |
| 1.               | «Tear in My Heart» | 3:08     |  |

## Personal
- Tyler Joseph - voz, piano, programación, bajo, guitarra, sintetizadores
- Josh Dun - batería, percusión, coros

Músicos adicionales
- Ricky Reed - bajo, programación

## Posicionamiento en listas
Álbum
Lista semanal
| Lista (2015)                         | Posiciones |
| ------------------------------------ | ---------- |
| Canadá (Canadian Hot 100)            | 88         |
| Japón (Japan Hot 100)                | 68         |
| Estados Unidos (Billboard Hot 100)   | 82         |
| Estados Unidos (Alternative Airplay) | 2          |

Lista de fin de año
| Lista (2015)                      | Posición |
| --------------------------------- | -------- |
| US Billboard Alternative Songs    | 6        |
| US Billboard Hot Rock Songs       | 14       |
| US Billboard Rock Airplay Songs   | 9        |
| US Billboard Rock Digital Songs   | 21       |
| US Billboard Rock Streaming Songs | 20       |